# 샐리 라이드

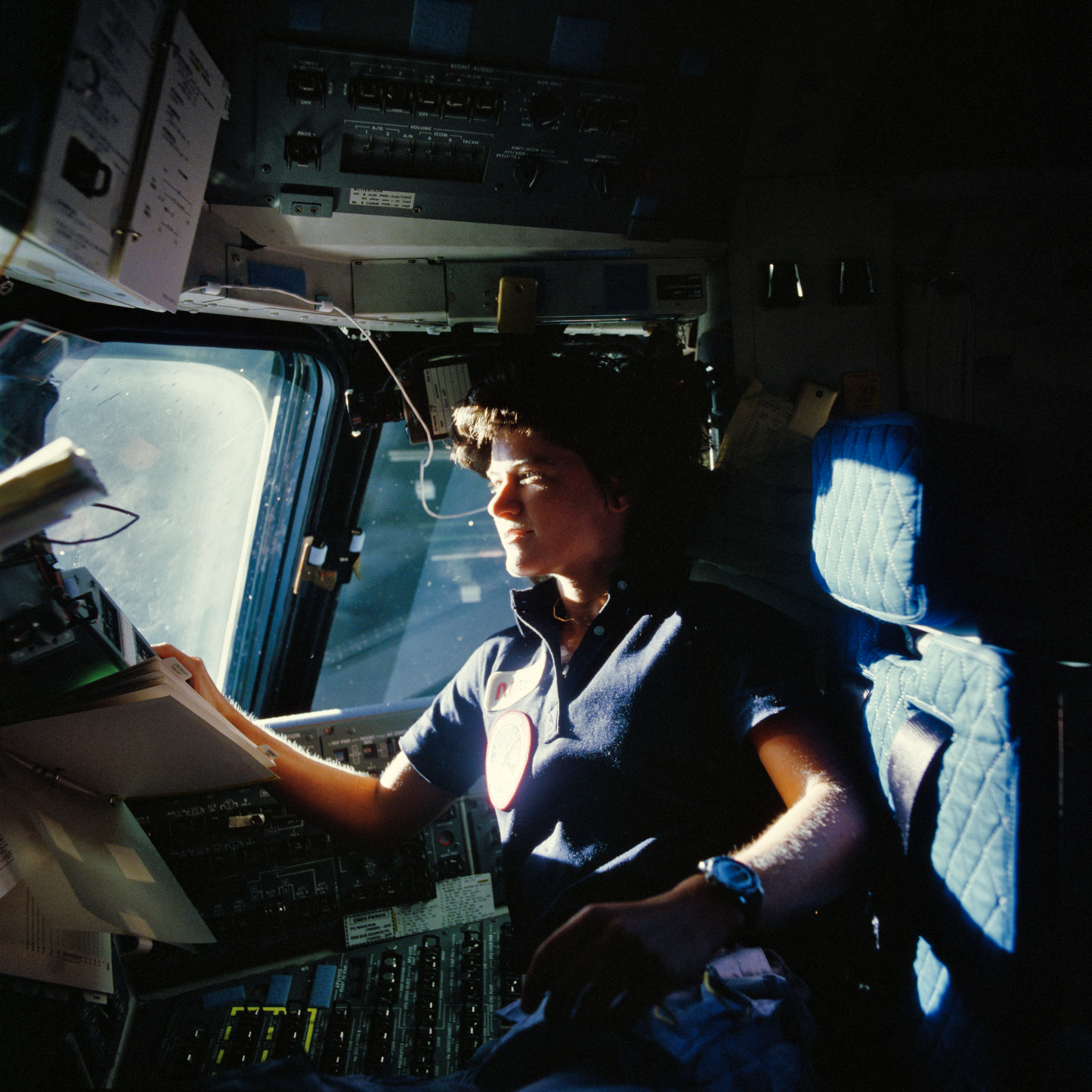
챌린저에 탑승한 샐리 라이드.

샐리 크리스틴 라이드(Sally Kristen Ride, 1951년 5월 26일 ~ 2012년 7월 23일)는 미국의 물리학자이자 우주비행사이다. 라이드는 1978년에 미국 항공우주국에 합류하여 1983년에 지구 저궤도에 진입함으로써 32세의 나이로 미국 최초의 여성 우주비행사가 되었다. 이후 1987년에 NASA를 떠나 스탠퍼드 대학교 국제안보협력센터에서 일했다. 이후 2건의 우주왕복선 참사(챌린저, 컬럼비아) 당시 조사 패널로 참여했는데, 두 사고 조사에 모두 참여한 사람은 라이드가 유일하다. 라이드는 2001년에 샐리 라이드 과학재단(Sally Ride Science)을 설립하고, 반려자인 탐 엘리자베스 오쇼너시와 함께 어린이들을 위한 과학책 5권을 공저하고, 우주와 관련된 책 10여 권을 저술했다. 우주비행 당시 라이드는 가장 젊은 미국 우주비행사(astronaut)였고, 그 기록은 현재까지 유효하다. 라이드는 1982년에 동료 우주비행사 스티븐 홀리와 결혼했으나 1987년에 이혼하고, 2012년에 암으로 사망 할 때까지 탐 오쇼너시와 함께 살았다.

## 어린 시절
샐리 라이드는 캘리포니아주 로스앤젤레스 엔시노에서 데일 버델 라이드(Dale Burdell Ride)와 캐럴 조이스 라이드(Carol Joyce; 결혼하기 전 성은 앤더슨Anderson)의 장녀로 태어났다. 여동생 한 명이 있었는데, 이름은 캐런 "베어" 라이드(Karen "Bear" Ride) 이고 후일 장로교 목사가 되었다. 양친은 모두 교회 장로였다. 샐리의 어머니는 여성 교도소에서 자원 상담사로 일했고, 아버지는 샌타모니카 대학 정치학 교수였다.
샐리는 포톨라 하급고등학교(현 포톨라 중학교)에 입학한 뒤 로스앤젤레스 시내 웨스트레이크 여학교(현 하버드-웨스트레이크 대학준비학교)에 장학 진학했다. 과학에 관심이 많은 여학생이었던 샐리는 전국구 수준 테니스 선수이기도 했다. 이후 스워스모어 대학에서 3학기를 다니고 캘리포니아 대학교 LA 캠퍼스에서 물리학을 수강한 뒤 스탠퍼드 대학교에 2학년으로 편입하여 영어학 및 물리학 학사 학위를 받았다. 스탠퍼드 대학교 물리학과 동 대학원에서 천체물리학과 자유전자 레이저 연구로 석·박사 학위를 받았다.

## 항공우주국 경력

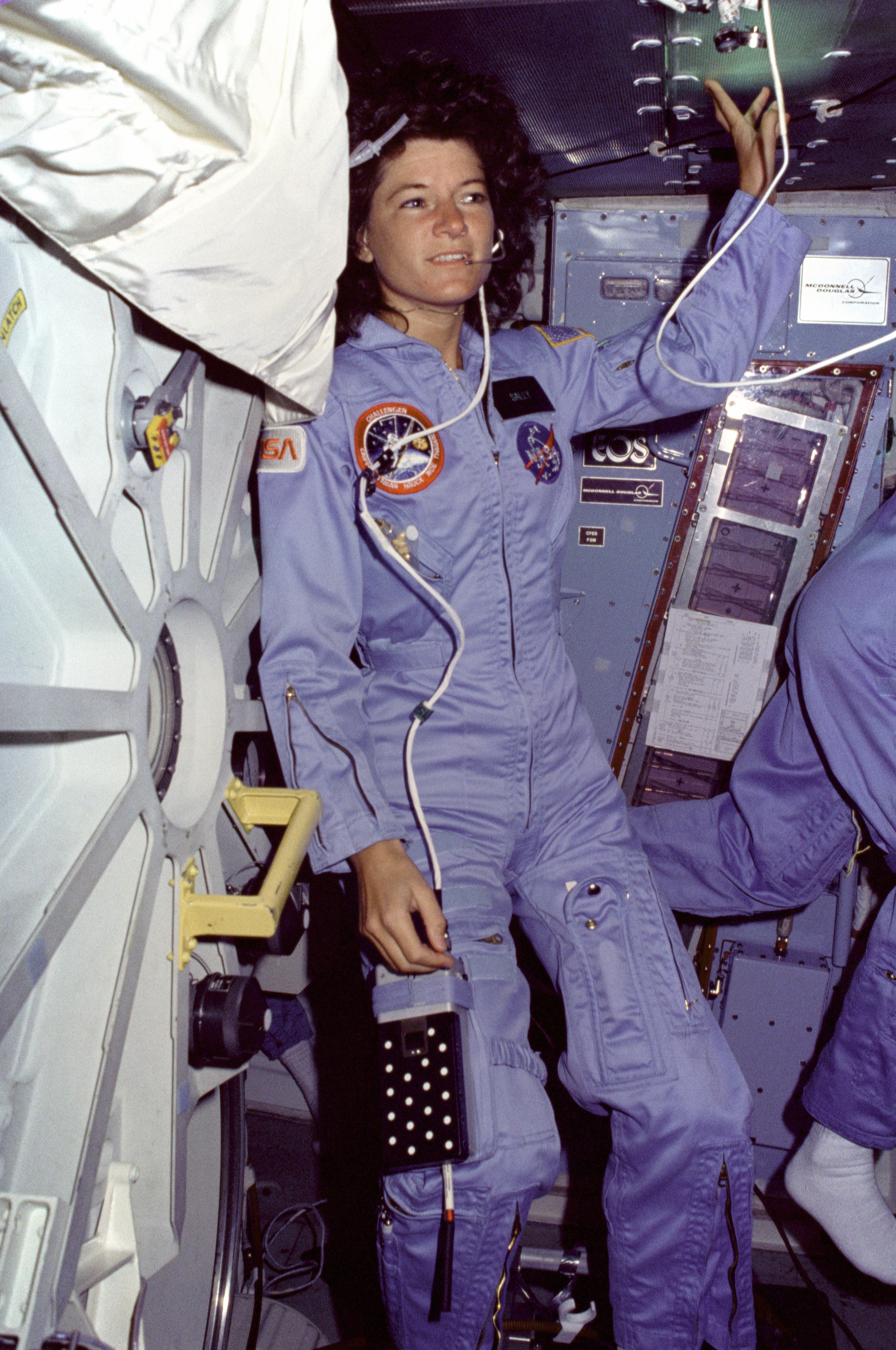
1983년, STS-7 임무 도중 챌린저의 중갑판에 탑승 중인 샐리 라이드.

라이드는 우주 개발 연구 지원자를 모집하는 신문 광고를 보고 지원한 8,000 명 중 한 명이었다. 그 결과 샐리 라이드는 1978년에 미국 항공우주국에 취직했다. 그녀는 STS-2와 STS-3 임무 당시 지상에서 캡슐 교신 담당자(Capsule Communicator; 소위 캡콤CapCom)였으며, 우주 왕복선의 로봇 팔 개발에 참여했다.
라이드는 우주비행사로 발탁되었을 당시, 비행에 앞서 여성이라는 이유로 미디어의 주목을 받았다. 기자 회견 중 라이드는 “우주 비행이 생식 기관에 영향을 미칩니까?” “일이 잘 안 풀리면 울곤 하시나요?” 등의 여성에 대한 편견적인 질문을 들어야 했다. 이러한 사회 풍조와 임무의 역사적 중요성에는 개의치 않고 라이드는 자신을 오직 일개 우주비행사로서 판단할 것을 고집했다. 1983년 6월 18일, 샐리 라이드는 챌린저 우주왕복선에 탑승하여 STS-7 임무를 수행함으로써 미국 최초의 여성 우주비행사가 되었다. 당시 소련에서는 이미 1963년에 발렌티나 테레시코바, 1982년에 스베틀라나 사비츠카야의 두 명의 여성 우주비행사를 배출한 바 있었다. STS-7 임무 승무원 5명은 통신 위성 두 대를 전개하고 약학 실험을 수행했다.
두 번째 비행은 1984년에 있었으며, 역시 챌린저 호를 타고 비행했다. 이 임무에서 라이드는 우주 공간에서 343 시간 이상을 체류하는 기록을 세웠다. 이후 세 번째 비행(STS-61-M)을 위해 8달 동안 훈련을 마쳤으나 챌린저 우주왕복선 참사가 발발하여 임무는 취소되고, 사고조사를 위한 자문위원회인 로저스 위원회 위원으로 내정되어 산하 소위원회들을 지휘했다. 조사가 끝난 뒤 라이드는 워싱턴 DC의 항공우주국 본부에 배치되었으며, 본부에서 미국 항공우주국 최초의 전략계획 프로젝트를 진두하여 〈항공우주국 지도력과 우주에서 미국의 미래〉("NASA Leadership and America's Future in Space")라는 보고서를 작성했다. 또한 항공우주국 탐사처를 신설했다.

## 항공우주국 퇴직 이후
1987년, 라이드는 워싱턴 DC를 떠나 스탠퍼드 대학교 국제보안협력센터로 이직했다. 1989년에는 캘리포니아 대학교 샌디에이고 캠퍼스(UCSD) 물리학 교수이자 캘리포니아 우주 연구소장이 되었다. 1990년대 중반에 라이드는 항공우주국 제트추진연구소와 UCSD의 ISS EarthKAM 및 GRAIL MoonKAM 협력 프로젝트의 대중 지원 활동을 이끌어 어린 학생들이 지구와 달에 대한 공부를 할 수 있게 했다. 2003년, 컬럼비아 우주왕복선 참사 당시 컬럼비아 우주왕복선 사건조사 위원회에 참여했다. 2001년에는 초등학교 고학년생과 중학생, 특히 여학생을 대상으로 한 과학 프로그램과 출판물을 제작하는 샐리 라이드 과학재단을 공동설립하고 그 장으로 재직했다.

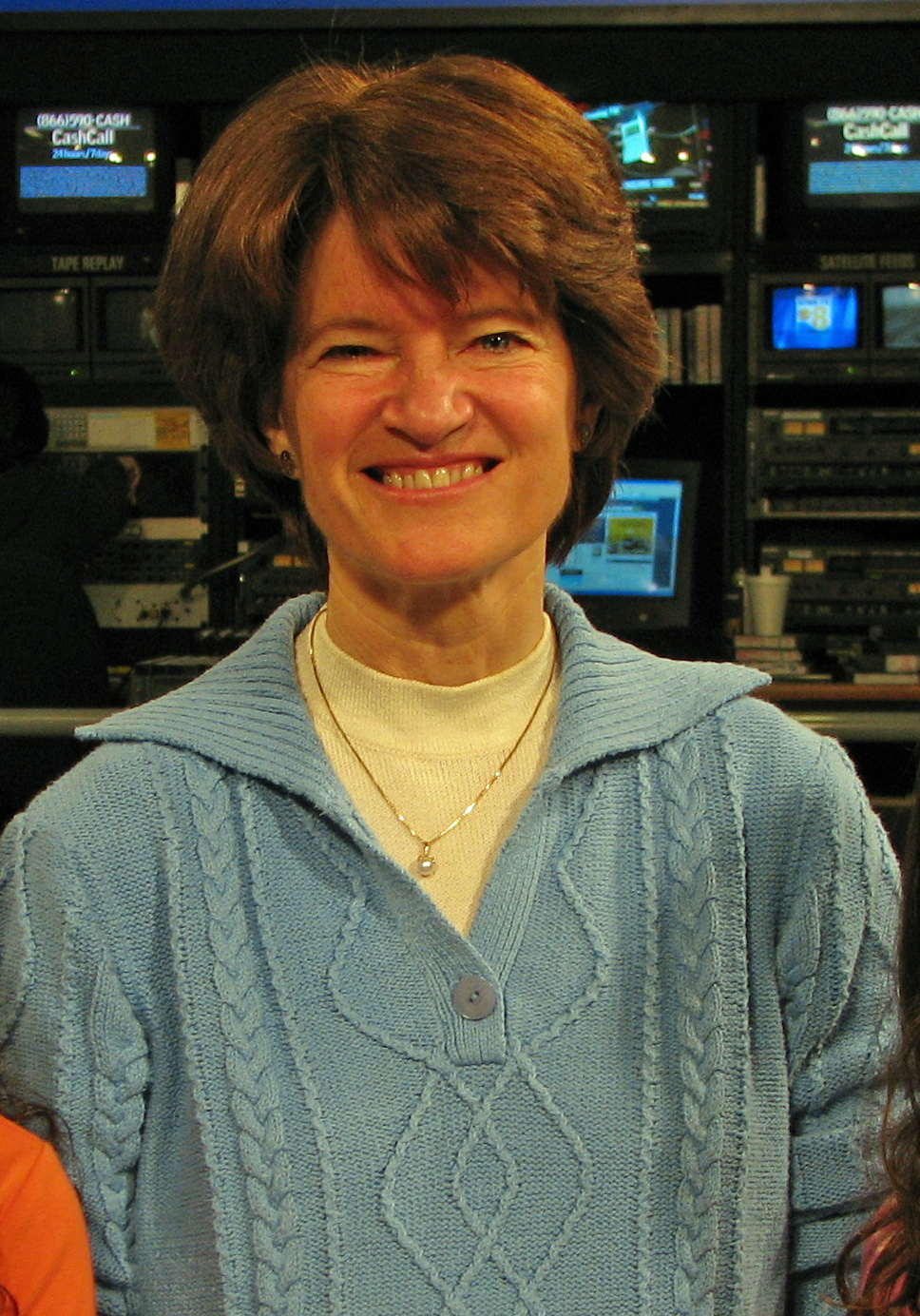
2006년, 샐리 라이드 과학 축제를 홍보하고 있는 샐리 라이드.

라이드는 어린이를 대상으로 한 우주에 관한 책 다섯 권을 저술 또는 공저했으며, 이는 어린이들이 과학을 공부하고자 하는 의욕을 길러 주기 위함이었다. 2008년 대선 당시에는 버락 오바마를 공개 지지했으며, 2009년에는 과학기술정책처(OSTP)의 요청으로 발족한 미국 인간 우주비행 계획 검토위원회 위원을 역임했다.
샐리 라이드는 2012년 7월 23일 사망했다. 향년 61세. 췌장암 진단을 받은지 17개월 만이었다. 화장하여 그 뼛가루는 고인의 아버지가 안장된 캘리포니아주 샌타모니카 우드론 묘지에 묻혔다.

## 개인사
라이드는 개인적 생활이 알려지는 것을 극도로 꺼렸다. 그녀는 1982년에 동료 우주비행사 스티브 홀리와 결혼했으나 1987년에 이혼했다.
사망 이후, 샐리 라이드가 샌디에이고 주립 대학교 학교심리학 명예교수이자 친구인 탐 오쇼너시와 27년간 레즈비언 파트너로 지냈음이 밝혀졌다. 둘은 테니스 선수가 되려는 꿈을 가졌을 무렵인 어렸을 때 서로 만났다고 한다. 오쇼너시는 과학 교사이자 과학저술가로 뒤에는 샐리 라이드 과학재단의 최고운영책임자가 되었으며, 라이드와 다섯 권의 책을 공저했다. 두 사람의 관계는 재단 사람들에 의해 밝혀졌으며, 라이드의 여동생이 확실하다고 증언했다. 여동생에 따르면 라이드는 성적 지향 뿐 아니라 암투병과 그 치료를 포함한 일체의 개인사를 비밀에 부쳤다. 즉 샐리 라이드는 미국 최초의 여성 우주비행사이자 비행 당시 가장 젊은 우주비행사였고, 현재로서 밝혀진 최초의 성소수자 우주비행사이기도 하다.

## 수상 및 서훈 내역

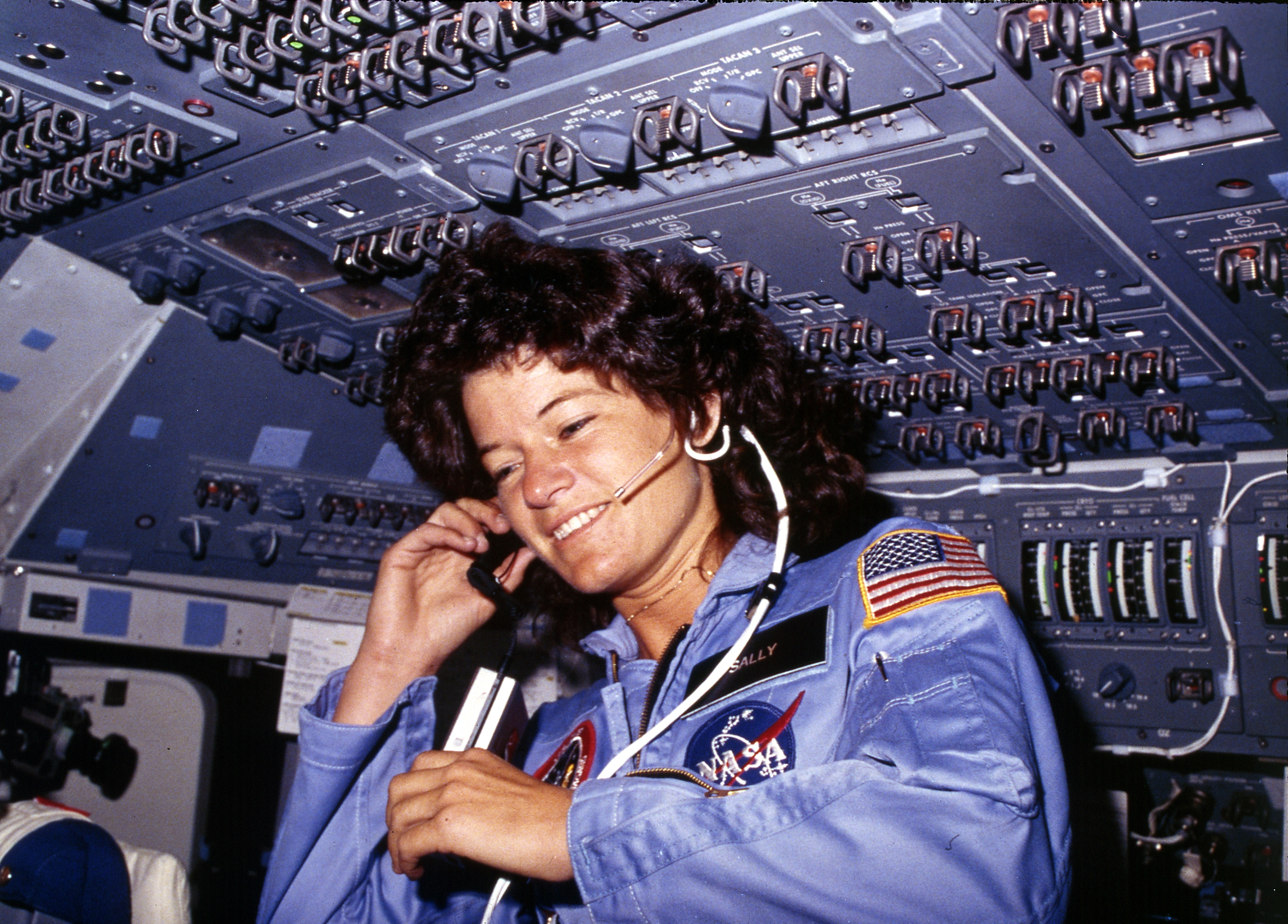
1983년, 챌린저 우주왕복선의 비행갑판에서 지상 관제원들과 교신하는 샐리 라이드.

샐리 라이드는 전미우주학회의 폰 브라운 상, 전미대학체육협회의 시어도어 루스벨트 상 등 많은 상을 받았다. 그녀는 미국 여성 명예의 전당과 미국 우주비행사 명예의 전당에 등록되어 있으며 미국 항공우주국 비행 훈장을 2회 수여받았다. 라이드는 2회의 우주왕복선 사고 조사에 모두 패널로 참여한 유일한 사람이다. 텍사스주 우들랜즈와 메릴랜드주 저먼타운에 각각 샐리 라이드의 이름을 기리는 샐리 K. 라이드 초등학교가 한 개씩 존재한다.
2006년 12월 6일에는 캘리포니아 주지사 아널드 슈워제네거와 주지사 영부인 마리아 슈라이버가 라이드를 캘리포니아 명예의 전당에 등록했다.
2012년 12월17일, 2기의 GRAIL 위성이 임무를 마치고 골드슈미트 트레이터 근처의 무명의 산에 충돌하여 산화했다. 미 항공우주국은 이 임무의 공동연구자였던 샐리 라이드의 이름을 그 장소에 붙여 기념할 것이라고 발표했다.
2013년, 우주재단은 재단에서 가장 영예로운 상인 제임스 E. 힐 장군 일생 우주 업적상(General James E. Hill Lifetime Space Achievement Award)을 샐리 라이드에게 수여하였다.
2013년 5월 20일에는 미국 대통령 버락 오바마가 미국의 민간인에게 수여되는 가장 높은 등급의 훈장인 대통령 자유 훈장을 샐리 라이드에게 수여할 것이라고 발표했다. 훈장은 당해 예식이 끝나고 나서 유족들에게 전달될 예정이다.

## 저서
- Ride, Sally. Single Room, Earth View (expository essay). Sally Ride.
- Ride, Sally; Okie, Susan (1989). To Space and Back. New York: HarperTrophy. 96 pages쪽. ISBN 0-688-09112-1.
- Ride, Sally; O'Shaughnessy, Tam E.; (1999). The Mystery of Mars. [New York]: Crown. 48 pages쪽. ISBN 0-517-70971-6.
- Ride, Sally; O'Shaughnessy, Tam E. (2003). Exploring our Solar System. New York: Crown Publishers. 112 pages쪽. ISBN 0-375-81204-0. 2007년 10월 6일에 확인함.
- Ride, Sally; O'Shaughnessy, Tam E. (2004). The Third Planet: Exploring the Earth from Space. Sally Ride Science. 48 pages쪽. ISBN 0-9753920-0-X. 2007년 10월 6일에 확인함.
- Sally Ride Science (2004). What Do You Want to Be? Explore Space Sciences. Sally Ride Science. 32 pages쪽. ISBN 0-9753920-1-8.
- Ride, Sally (2005). Voyager: An Adventure to the Edge of the Solar System. Sally Ride Science. 40 pages쪽. ISBN 0-9753920-5-0. 2007년 10월 6일에 확인함.
- Ride, Sally; Mike Goldsmith (2005). Space (Kingfisher Voyages). London: Kingfisher. 60 pages쪽. ISBN 0-7534-5910-8. 2007년 10월 6일에 확인함.
- Ride, Sally; Tam O'Shaughnessy (2009). Mission planet Earth: our world and its climate—and how humans are changing them. New York: Flash Point/Roaring Brook Press. 80쪽. ISBN 1-59643-310-8.
- Ride, Sally; Tam O'Shaughnessy (2009). Mission—save the planet: things you can do to help fight global warming. New York: Roaring Brook Press. 64쪽. ISBN 1-59643-379-5.

## 같이 보기
- 머큐리 13
- 과학과 여성